# Steamy Windows
"Steamy Windows" é uma canção escrita por Tony Joe White e produzida por Dan Hartman. Foi gravada pela cantora estadunidense Tina Turner para seu álbum Foreign Affair, de 1989 e lançada como single no início de 1990.

## Faixas
CD single
1. "Steamy Windows"
2. "The Best" (Extended remix)
3. "Steamy Windows" (Vocal mix)

## Desempenho nas paradas
| Parada musical (1990)                          | Posição |
| ---------------------------------------------- | ------- |
| Austrália (ARIA)                               | 34      |
| Áustria (Ö3 Austria Top 75)                    | 18      |
| Bélgica (Ultratop 50 de Flandres)              | 5       |
| O campo songid é OBRIGATÓRIO PARA PARADA ALEMÃ | 29      |
| Irlanda (IRMA)                                 | 7       |
| Países Baixos (Dutch Top 40)                   | 16      |
| Nova Zelândia (Recorded Music NZ)              | 30      |
| Suíça (Schweizer Hitparade)                    | 14      |
| Reino Unido (UK Singles Chart)                 | 13      |
| Estados Unidos (Billboard Hot 100)             | 39      |
| Estados Unidos (Billboard Dance Club Songs)    | 33      |